# Dimensione giganti
Dimensione giganti (in lingua romena Cuibul salamandrelor) è un film del 1976 diretto da Mircea Drăgan.

## Trama
Un tecnico, John Carter, viene inviato in una località petrolifera araba per indagare su alcuni pozzi che hanno preso fuoco.